# Renässansens arkitektur
Renässansens arkitektur härrör från perioden mellan början av 1400- och tidigt 1600-tal i olika delar av Europa, där det fanns en medveten återhämtning och utveckling av vissa delar av grekiskt och romerskt tänkande och materiell kultur. Stilistiskt följde renässansarkitekturen efter den gotiska arkitekturen och efterträddes av barockarkitekturen.

## Kännetecken
Renässansstilen lägger tonvikten på symmetri, del, geometri och delarnas regelbundenhet, så som de framgår av antikens arkitektur, särskilt antik romersk arkitektur, av vilka det finns många exempel kvar. Regelbundna arrangemang av kolonner, pilastrar och avväxlingsbalkar, liksom användningen av halvcirkelformade bågar, halvrunda kupolvalv, nischer och ädikuler ersatte de mer komplexa proportionella systemen och oregelbundna profiler som använts i de medeltida gotiska byggnaderna.
Renässansarkitekturen utvecklades först i Florens, med Filippo Brunelleschi som en av dess innovatörer. Renässansstilen spred sig sedan snabbt till andra italienska städer och sedan till Frankrike, Tyskland, England, Ryssland och andra länder.

## I Sverige
I Sverige återstår idag främst slottsbyggnader i renässansstil och då främst de slott som byggdes eller byggdes om av den då regerande Vasaätten, som exempelvis Kalmar slott, Vadstena slott och Gripsholms slott. Även adliga byggnader, såsom Ekenäs slott, står kvar idag. Ett fåtal kyrkobyggnader byggdes i Sverige vid denna tid, men ett exempel är Mariestads domkyrka.
Malmöhus eller Malmöhus slott är ett slott med medeltida anor beläget i Malmö. Det uppfördes mellan 1526 och 1539 och är därmed Nordens äldsta bevarade renässansslott.

## Galleri

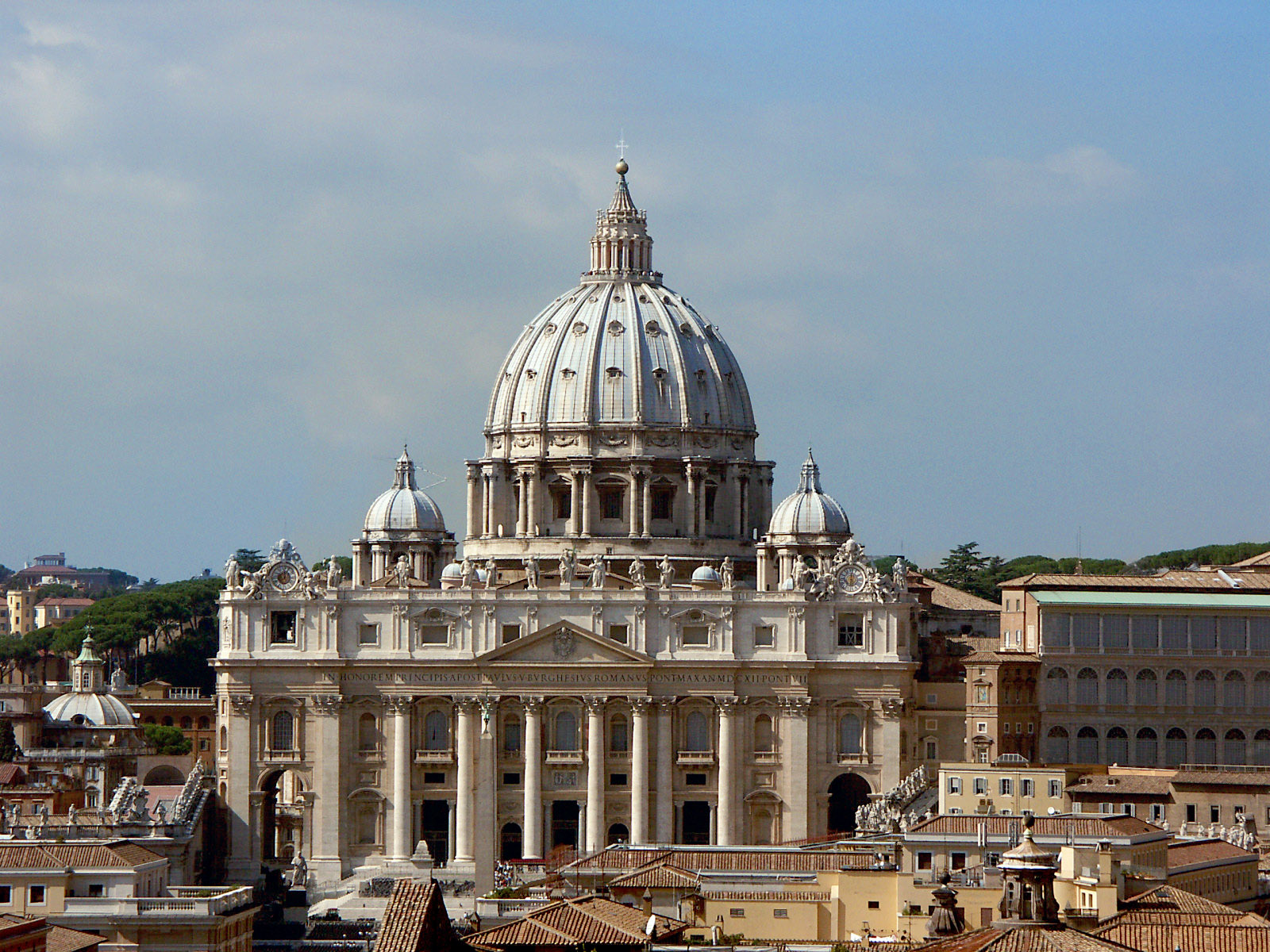
Peterskyrkan, Bramante och Michelangelo
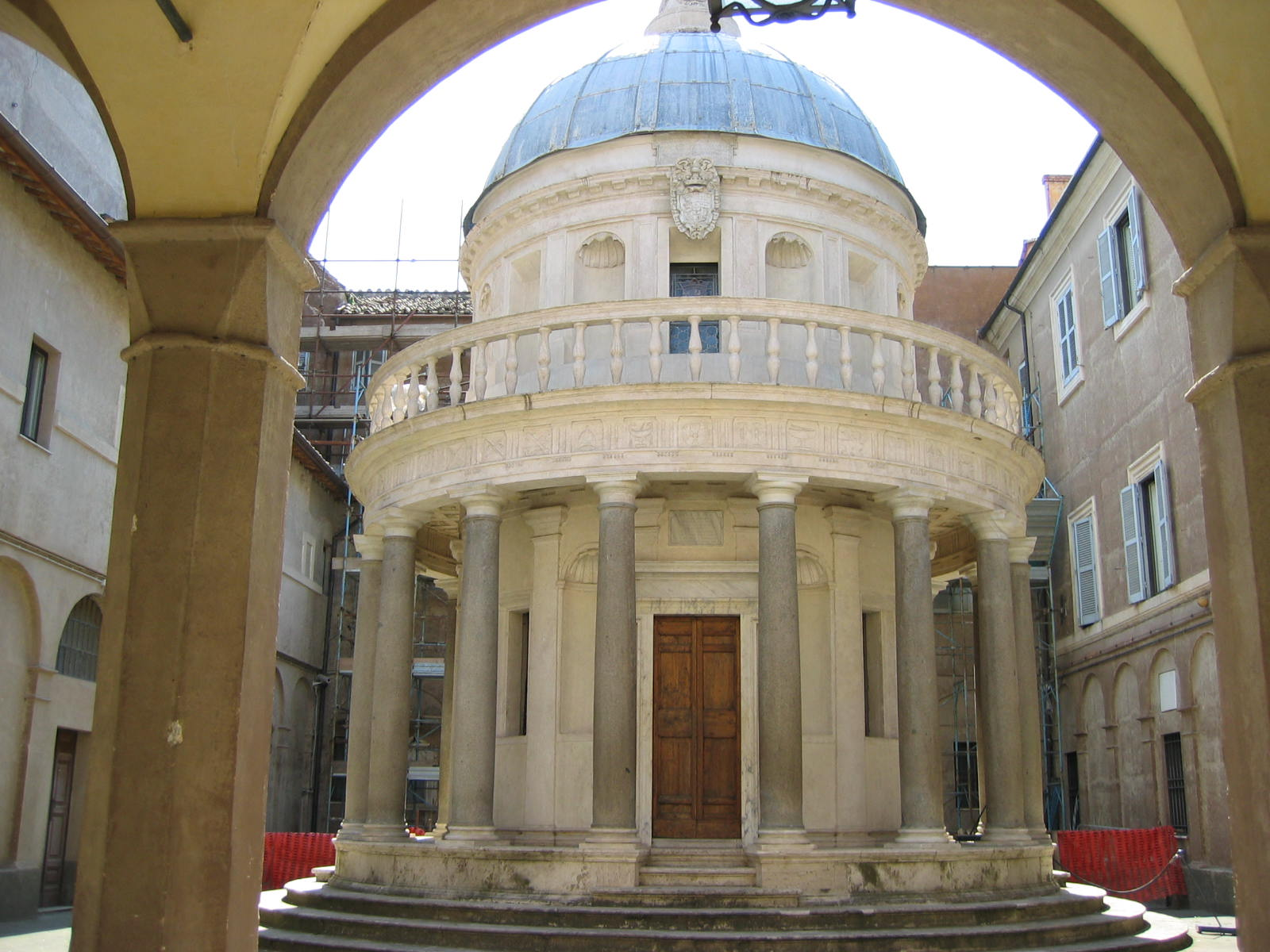
Templet San Pietro i Montorio, Rom, 1502, av Bramante. Detta lilla tempel markerar platsen där man trodde att Petrus dödades.
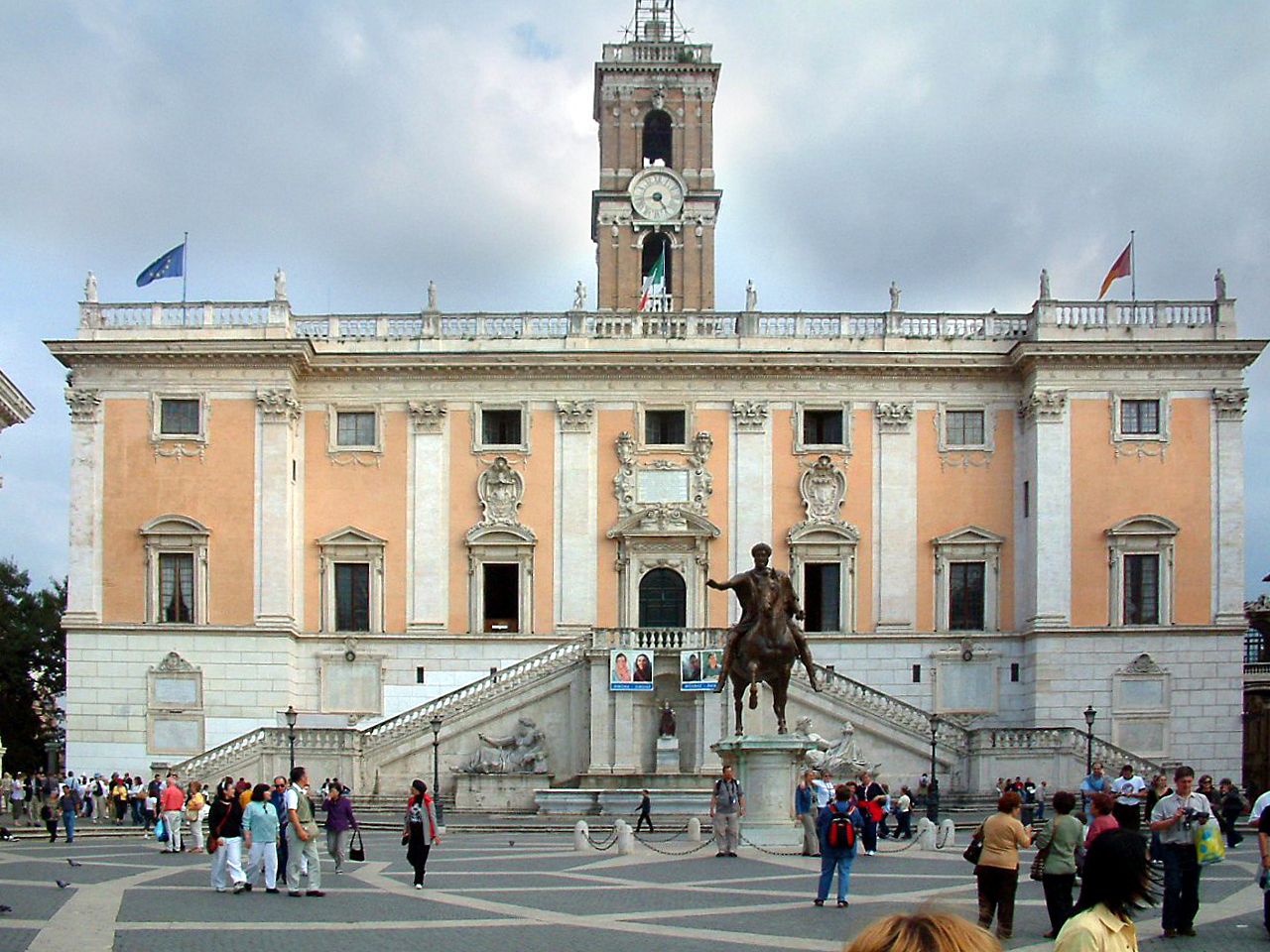
Piazza del Campidoglio i Rom, som projekterades av Michelangelo, påbörjades 1536.
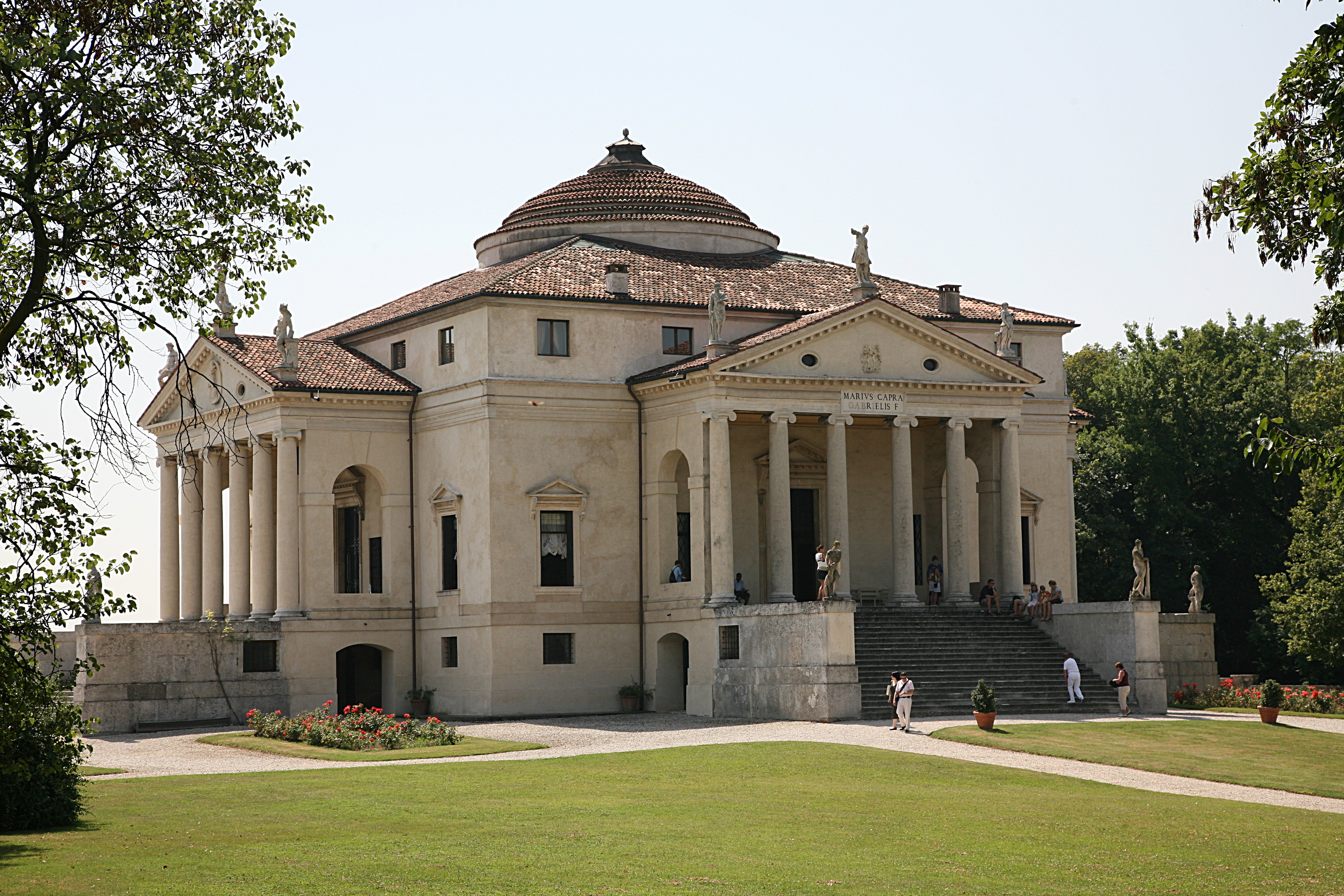
Villa Rotonda, Vicenza, Italien, ritad av Andrea Palladio och påbörjad 1566.
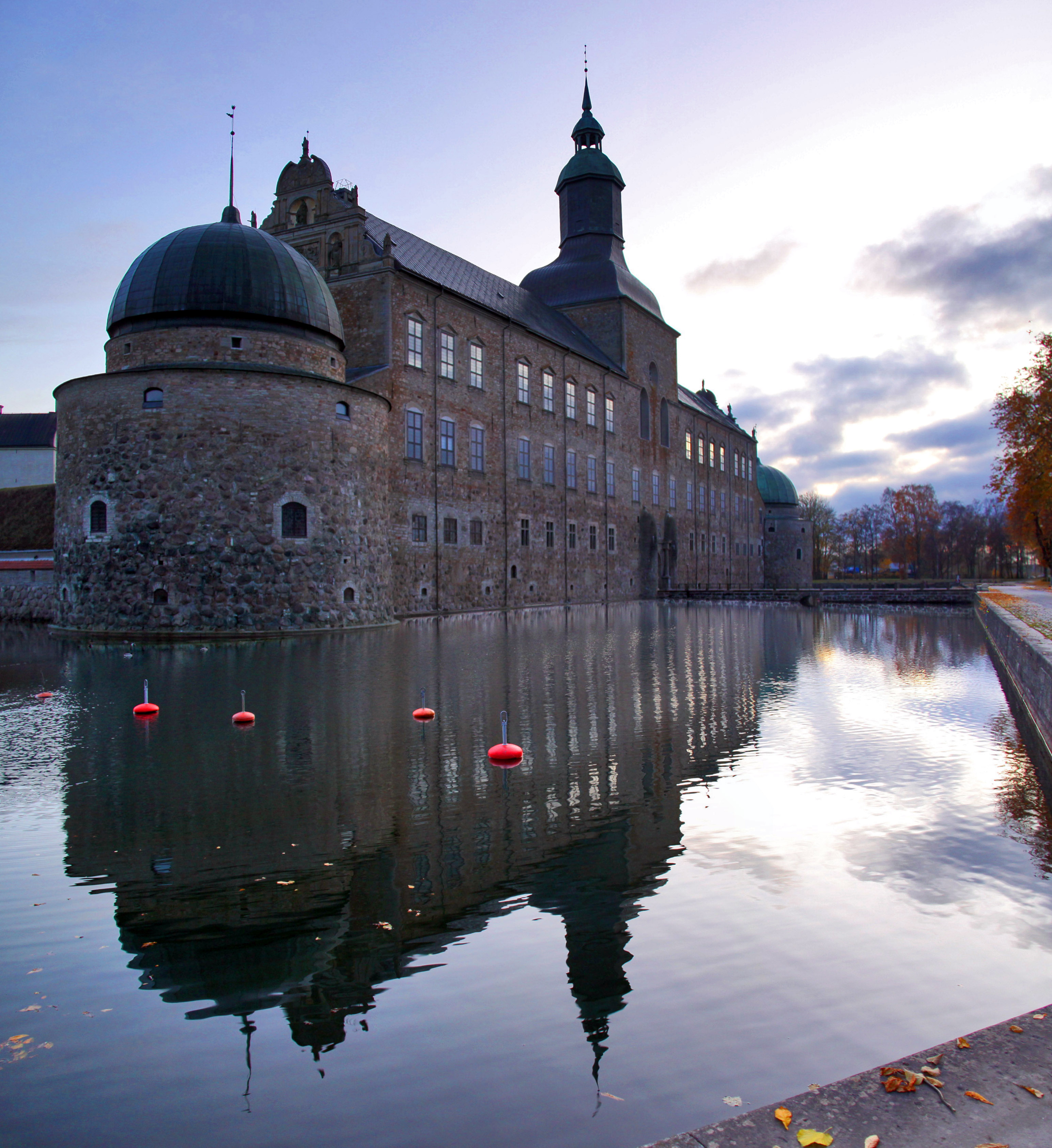
Vadstena slott, påbörjat 1545, ett exempel på nordeuropeisk renässans.